# ری کیکوکاوا
ری کیکوکاوا (انگلیسی: Rei Kikukawa؛ زاده ۲۸ فوریهٔ ۱۹۷۸) یک مانکن اهل ژاپن است. 